# Курцио Малапарте
Курцио Малапàрте (на италиански: Curzio Malaparte), роден като Курт Ерих Зукерт (Curt Erich Suckert), е италиански писател, режисьор, военен кореспондент и дипломат. Той е най-известен извън Италия благодарение на творбите си „Капут“ (Kaputt, 1944) и „Кожата“ (La pelle, 1949). Първият е полуфикционализиран разказ за Източния фронт по време на Втората световна война, а вторият е разказ, фокусиран върху морала през непосредствено следвоенния период на Неапол (поставен е в Индекса на забранените книги).
През 20-те години на миналия век Малапарте е един от интелектуалците, които подкрепят възхода на италианския фашизъм и Бенито Мусолини чрез списание 900. Въпреки това писателят има сложни отношения с Националната фашистка партия и е лишен от членство през 1933 г. заради независимата си позиция. Арестуван многократно, той създава Каза Малапарте (Casa Malaparte) в Капри, където живее под домашен арест. След Втората световна война той става режисьор и се доближава както до Италианската комунистическа партия в Толиати, така и до Католическата църква (макар и някога да бил твърд атеист), като се смята, че става член и на двете преди смъртта си.

## Биография

### Произход
Роден в Прато, Тоскана, Малапарте е син на баща германец, Ервин Зукерт, изпълнителен директор на фирма за текстилно производство, и съпругата му от Ломбардия, родена Евелина Перели. Учи в Колеж „Чиконини“ в Прато и в Университета „Ла Сапиенца“ в Рим. През 1918 г. започва кариерата си като журналист. Малапарте се бие в Първата световна война, спечелвайки ранг „капитан“ в Пети алпийски полк, и има няколко отличия за доблест.
Избраната от него фамилия „Малапарте“, която той използва от 1925 г., означава „зла/грешна страна“ и е игра на думи с фамилното име на Наполеон „Бонапарт“, което на италиански означава „добра страна“.

### Национална фашистка партия
През 1922 г. участва в Похода на Бенито Мусолини към Рим. През 1924 г. той основава римското периодично издание La Conquista dello Stato („Завладяването на държавата“ – заглавие, което ще вдъхнови La Conquista del Estado на Рамиро Ледесма Рамос). Като член на Националната фашистка партия той основава няколко периодични издания и допринася за други есета и статии. Пише и много книги, започвайки от началото на 20-те години на 20. век, и ръководи два римски вестника.
През 1926 г. заедно с Масимо Бонтемпели основава литературния тримесечник „900“ . По-късно става съредактор на Fiera Letteraria (1928 – 1931) и редактор на вестник „Ла Стампа“ в Торино. Неговият полемичен военен роман-есе Viva Caporetto! (1921) критикува корумпирания Рим и италианските висши класи като истински враг (книгата е забранена, защото обижда Кралската италианска армия).

### Техника на държавния преврат
В „Техника на държавния преврат“ (Tecnica del colpo di Stato) (1931) Малапарт излага изследване на тактиката на държавния преврат, като се фокусира особено върху болшевишката революция и тази на италианския фашизъм. Тук той заявява, че „проблемът с завладяването и защитата на държавата не е политически ... това е технически проблем“, начин да се знае кога и как да се заемат жизненоважните държавни ресурси: телефонните централи, водните резерви, електрогенератори и др. Той научава тежък урок, че революцията може да се износи в стратегията. Той подчертава ролята на Лев Троцки в техническото организиране на Октомврийската революция, докато Ленин се интересува повече от стратегията. Книгата подчертава, че Йосиф Сталин напълно разбира техническите аспекти, използвани от Троцки, и така успява да предотврати опитите за преврат от лявата опозиция по-добре от Александър Керенски.
За Малапарте революционната перспектива на Мусолини се ражда още от времето му на марксист. По темата за Адолф Хитлер книгата е далеч по-съмнителна и критична. Той смята Хитлер за реакционер. В същата книга, публикувана за първи път на френски от Grasset, той озаглавява глава VIII: „Жена: Хитлер“. Заради тази си дързост Малапарте е лишен от членството си в Националната фашистка партия и е изпратен във вътрешно изгнание от 1933 до 1938 г. на остров Липари.

### Арести и Каза Малапарте
Той е освободен след личната намеса на зета на Мусолини и явен наследник Галеацо Чано. Режимът на Мусолини отново арестува Малапарте през 1938, 1939, 1941 и 1943 г., като го затваря в римския затвор „Реджина Цели“. През това време (1938 – 1941) той построява къща с архитекта Адалберто Либера, известен като „Каза Малапарте“, на Капо Масуло на остров Капри. По-късно е мястото е използвано във филма на Жан-Люк Годар „Презрението“.
Малко след престоя си в затвора той публикува книги с магически реалистични автобиографични разкази, които водят до стилистичната проза на Donna come me („Жена като мен“, 1940).

### Втората световна война иКапут
Неговите забележителни познания за Европа и нейните лидери се основават на опита му като кореспондент в италианската дипломатическа служба. През 1941 г. е изпратен да отразява Източния фронт като кореспондент на вестник „Кариере дела Сера“. Статиите, които той изпраща обратно от украинските фронтове, много от които били цензурирани и спрени, са събрани през 1943 г. и излязат под заглавието Il Volga nasce in Europa („ Волга се издига в Европа“). Опитът е в основата на двете му най-известни книги – „ Капут“ (1944) и „Кожата“ (1949).
Капут, неговият романистичен разказ за войната, написан тайно, представя конфликта от гледна точка на онези, обречени да го загубят. Разказът на Малапарте е белязан от лирически наблюдения, както когато той се сблъсква с отряд войници от Вермахта, бягащи от украинско бойно поле,
| „ | Когато германците се изплашат, когато този мистериозен немски страх започне да прониква чак до костите им, в тях винаги се събужда специфичен ужас и жал. Видът им е мизерен, жестокостта им тъжна, а куражът тих и безнадежден. | “ |

В предговора към Капут Малапарте подробно описва сложния процес на писане. Той започва да го пише през есента на 1941 г., докато отсяда в дома на Роман Сучена в украинското село Пестчанка, разположено близо до местната „Къща на Съветите“, която е реквизирана от СС; тогава селото е само на две мили зад фронта. Сучена е образован селянин, чиято малка домашна библиотека включва пълните произведения на Пушкин и Гогол. Младата съпруга на Сушена, погълната от „Евгений Онегин“ след тежък работен ден, напомня на Малапарте за Елена и Алда, двете дъщери на Бенедето Кроче. Семейство Сучена помага на писателския проект на Малапарте, като Роман държи ръкописа добре скрит в къщата си в случай на немски претърсвания, а съпругата му го зашива в хастара на дрехите на Малапарте, когато той е изгонен от украинския фронт заради скандала със статиите му в „Кориере дела Сера“. Продължава писането през януари и февруари 1942 г., където прекарва в окупирана от нацистите Полша и на Смоленския фронт. Оттам той отива във Финландия, където прекарва две години, през които завърши цялата, освен последната глава на книгата. След като заболява тежко на фронта Пецамо в Лапландия, той получава разрешение за възстановяване в Италия. По пътя Гестапо се качва на самолета му на летище „Темпелхоф“ в Берлин и вещите на всички пътници са щателно претърсени. За щастие в багажа му няма страница на Капут. Преди да напусне страната, той взема предпазни мерки и доверява ръкописа на няколко разположени в Хелзинки дипломати: граф Агустин де Фокса, министър в испанската легация, принц Дина Кантемир, секретар на румънската легация, и Титу Михай, румънският прес-аташе. С помощта на тези дипломати ръкописът най-накрая се връща при Малапарте в Италия, където успява да го публикува.
Един от най-известните и често цитирани епизоди на Капут засяга интервюто, което Малапарте, като италиански репортер, предполагаемо от страната на Оста, прави с Анте Павелич, който оглавява хърватската марионетна държава, създадена от нацистите.
| „ | Докато той говореше, се взирах в една плетена кошница на бюрото на началника. Капакът беше вдигнат и тя изглеждаше пълна с миди или сурови стриди с черупки, тъй като те бяха показвани от време на време през прозорците на Фортнум и Мейсън в Пикадили, Лондон. Казертано ме погледна и ми намигна, „Не искаш ли една хубава стридена яхния?“ „Стридите не са ли далматински?“ попитах началника. Анте Павелич махна капака на кошницата и разкри мидите, тази слузеста и желирана маса и каза с тази уморена, но доброжелателно негова усмивка, „Подарък са от верните ми усташи. 18 кг. човешки очи.“ | “ |

Мнението на Милан Кундера за Капут е обобщено в есето му Трагедията в Централна Европа:
| „ | „Да, странно е, но е разбираемо: защото този репортаж е нещо различно от просто репортаж; той е литературна творба, чийто естетически намерения са толкова силни, толкова явни, че чувствителния читател автоматично ги изключва от контекста на свидетелствата произлезли от историци, журналисти, политически анализатори, биографи.“ | “ |

Според редакционната бележка на Д. Мур в Кожата, „Малапарте надхвърля великият стенопис на европейското общество започнат в Капут. Там сцената е Източна Европа, а тук е Италия между 1943 – 1945; вместо германци тук окупатори са американските военни сили. Из цялата литература, произлязла от Втората световна война, няма друга книга, която толкова брилянтно и ранимо представя триумфа на американската невинност в контекста на европейския опит на разруха и морален колапс.“
Книгата е осъдена от Римокатолическата църква и е поставена в „Индекс на забранените книги“. Кожата е адаптирана за кино през 1981 г.
От ноември 1943 г. до март 1946 г. Малапарте е работи за американското върховно командване в Италия като италиански офицер по връзките. Статии от Малапарте се появяват в много литературни периодични издания във Франция, Обединеното кралство, Италия и САЩ.

### Кинорежисура и по-късен живот
След войната политическите симпатии на Малапарте се отклоняват в ляво и той става член на италианската комунистическа партия. През 1947 г. Малапарте се установява в Париж и пише драми без особен успех. Неговата пиеса „В съседство на Пруст“ (Du Côté de chez Proust) се основава на живота на Марсел Пруст, а „Капиталът“ (Das Kapital) е портрет на Карл Маркс. „Забраненият Христос“ (Cristo Proibito) е умерено успешният филм на Малапарте, който той пише, режисира и пуска през 1950 г. Той печели специалната награда „Град Берлин“ на 1-вия Берлински международен филмов фестивал през 1951 г. В сюжета ветеран от войната се завръща в селото си, за да отмъсти за смъртта на брат си, застрелян от германците. Издаден е в САЩ през 1953 г. като „Странна измама“ и е избран за един от петте най-добри чуждестранни филма от Националния съвет за преглед .
Той също така продуцира вариетето „Сексофон“ (Sexophone) и планирал да прекоси САЩ с велосипед. Точно преди смъртта си Малапарте завършва работа на друг филм, Il Compagno P. След създаването на Китайската народна република през 1949 г. Малапарте се интересува от маоистката версия на комунизма, но пътуването му до Китай е прекъснато по болест и той е отведен обратно в Рим. „Аз в Русия и Китай“ (Io в Русия e in Cina) – неговият дневник за събитията, е публикуван посмъртно през 1958 г. Последната книга на Малапарте, „Проклети тосканци“ (Maledetti toscani) – неговата атака срещу културата на средната и висшата класа, се появява през 1956 г. В сборника с писания „Мама Марсия“, публикуван посмъртно през 1959 г., Малапарте пише за младежта от ерата след Втората световна война с хомофобни тонове, описвайки я като женствена и склонна към хомосексуалност и комунизъм; същото съдържание е изразено в главите „Розовото месо“ и „Децата на Адам“ в „Кожата“. Умира в Рим от рак на белия дроб на 19 юли 1957 г. на 59-годишна възраст.

### Културните образи на Малапарте
Цветният живот на Малапарте го е превръща в обект на очарование за писателите. Американският журналист Пърси Уинър пише за отношенията им по време на фашисткото двадесетилетие през Съюзническата окупация на Италия в леко измисления роман „Дарио“ (1947) (където фамилията на главния герой е Дюволти или игра на думи с „две лица“). Наскоро италианските автори Рита Моналди и Франческо Сорти издават Morte Come Me („Смърт като мен“, 2016). Развиващ се на о-в Капри през 1939 г., той представлява измислен разказ за мистериозна смърт, в която Малапарте е замесен.

## Творчество
- Opere Complete, Vallecchi, 1961, цяло творчество (18 тома) под редакцията на Enrico Falqui

### Художествена литература
- Avventure di un capitano di sventura (1927)
- Don Camaleo (1928), като Don Camaleo e altri scritti satirici (1946)
- Sodoma e Gomorra (1931)
- Fughe in prigione (1936)
- Sangue (1937)
- Donna come me (1940, 2002)
- Il sole è cieco (1941; 1947)
- Il Volga nasce in Europa (1943)
- Kaputt (1944; 1948; 1960, 1966; 2009)
Капут, изд. „Народна култура“ (1960); Профиздат (1988)
- La pelle (1949, 1951; 1959; 1967; 2010)
- Storia di domani  (1949)
- Racconti italiani (1957)
- Il Ballo al Kremlino (1971; 2012). Незавършен роман.
- Il compagno di viaggio (1881, 2007) - неиздаван разказ

### Публицистика
- Viva Caporetto!, като Курцио Ерих Зукерт (1921); със заглавие La rivolta dei santi maledetti (1921); със заглавие Viva Caporetto. La rivolta dei santi maledetti (1980-1981); със заглавие Viva Caporetto. La rivolta dei santi maledetti (1995).
- Le nozze degli eunuchi (1922)
- L'Europa vivente (1923)
- Italia barbara (1925; 1927)
- Intelligenza di Lenin (1930;  1942)
- Technique du coup d'état (1931); на итал. Tecnica del colpo di Stato (1948; 1973; 1983; 2011)
Техника на преврата, изд. „Хр. Ботев“ (1995) ISBN 9544453350
- I custodi del disordine (1931)
- Vita di Pizzo di Ferro detto: Italo Balbo (seguono le relazioni sulle gesta atlantiche), с Енрико Фалкуи и Елио Виторини (1931)
- Le bonhomme Lénine (1932); на итал. Lenin buonanima (1962); и Il buonuomo Lenin (2018).
- Mussolini segreto (Mussolini in pantofole) (1944). С псевдонима „Кандидо“
- Il sole è cieco (1947)
- Deux chapeaux de paille d'Italie (1948)
- Les deux visages d'Italie: Coppi et Bartali (1949); на итал. Coppi e Bartali (2009)
- Due anni di battibecco (1955)
- Maledetti toscani (1956; 1956-1968; 1982; 1994; 2017)
- Io, in Russia e in Cina (1958)
- Mamma marcia (1959; с Lettera alla gioventù d'Europa и Sesso e libertà, 1990, 1992)
- L'inglese in paradiso (1960) (Съдържа незавършените Gesù non conosce l'arcivescovo di Canterbury и L'inglese in paradiso, заедно с колекция от статии, публикувани между 1932 и 1935 във в. „Кориере дела Сера“, в някои от които с псевдонима „Кандидо“)
- Benedetti italiani (1961)
- Viaggi fra i terremoti (1963)
- Diario di uno straniero a Parigi (1966); на фр.: Journal d'un étranger à Paris (1967)
- Battibecco. 1953-1957 (1967)
- Il battibecco: inni, satire, epigrammi (1982)
- Filippo Corridoni. Mito e storia dell'"Arcangelo Sindacalista" (1988), сборник със статии, с Алчесте де Амбрис
- Muss. Ritratto di un dittatore (2017; със заглавие Muss. Il grande imbecille 1999)
- Febo cane metafisico, Passigli (2018)
- Viaggio in Etiopia e altri scritti africani (2006, 2019)

### Театър
- Du côté de chez Proust. Impromptu en un acte, на фр.: Théâtre de la Michodière (1948)
- Das Kapital. Pièce en trois actes, на фр. (1949)
- Anche le donne hanno perso la guerra, 1954 с Compagnia Italiana di Prosa, Гуидо Салвини (реж.), Лилия Бриньоне, Салво Рандоне и Джани Сантучо в Театър „Фениче“ за Биеналето на Венеция
- La fanciulla del West – опера в 3 акта наГуефо Чивинини и Карло Дзангарини по музика на Джакомо Пучини. Флоренция, XVII Maggio Musicale Fiorentino, юни 1954.
- Sexophone, 1955

### Поезия
- L'Arcitaliano (1928), после в L'Arcitaliano e tutte le altre poesie (1963)
- Il battibecco (1949)

### Кино
- Il Cristo proibito, Italia, 1951
- Călătoria lui Gruber, Romania 2009, реж. Раду Габреа.